# Alessandro Paparoni
Alessandro Paparoni (San Severino Marche, 17 agosto 1981) è un ex pallavolista italiano.
Giocava nel ruolo di schiacciatore e libero.

## Carriera
La carriera di Alessandro Paparoni inizia nelle giovanili dell'Associazione Sportiva Volley Lube di Macerata nel 1996, come schiacciatore: nella stagione seguente fa il suo esordio in prima squadra, debuttando nella Serie A1 italiana, dove resta per cinque stagioni, vincendo la Coppa Italia 2000-01, la Champions League 2001-02 e la Coppa CEV 2000-01.
Nella stagione 2002-03 si trasferisce nella Dorica Pallavolo Ancona, ma la stagione successiva torna nuovamente nella squadra di Macerata, dove resta per altre cinque stagioni, vincendo uno scudetto, la Coppa Italia 2007-08, una Supercoppa italiana e due Coppe CEV; il 29 luglio 2005 fa il suo debutto nazionale, in una partita conto la Spagna, con la quale vince, nello stesso anno, la medaglia d'oro al campionato europeo e quella di bronzo alla Grand Champions Cup.
Dopo un'annata nella Gabeca Pallavolo di Montichiari, nella stagione 2009-10 ritorna nella squadra marchigiana, dove resta per altri due campionati, cambiando ruolo in libero nella stagione 2010-11, quando si aggiudica anche la Challenge Cup.
Nella stagione 2011-12 viene ingaggiato dalla M. Roma Volley, mentre in quella successiva passa alla New Mater Volley di Castellana Grotte. Nell'annata 2013-14 torna ancora una volta al club di Macerata, che nel 2014 si sposta definitivamente a Treia, con cui si aggiudica lo scudetto 2013-14 e la Supercoppa italiana 2014: al termine delle competizioni si ritira dall'attività agonistica.

## Palmarès

### Club
- Campionato italiano: 2

2005-06, 2013-14
- Coppa Italia: 2

2000-01, 2007-08
- Supercoppa italiana: 2

2006, 2014
- Champions League: 1

2001-02
- Coppa CEV/Challenge Cup: 4

2000-01, 2004-05, 2005-06, 2010-11

### Premi individuali
- 2007 - Champions League: Miglior attaccante
- 2010 - Serie A1: Miglior ricezione
- 2013 - Serie A1: Miglior ricezione